# Sukošan
Sukošan är en ort i Kroatien.   Den ligger i länet Zadars län, i den södra delen av landet, 200 km söder om huvudstaden Zagreb. Sukošan ligger 3 meter över havet och antalet invånare är 2 616.
Terrängen runt Sukošan är huvudsakligen platt, men söderut är den kuperad. Havet är nära Sukošan åt sydväst. Runt Sukošan är det ganska tätbefolkat, med 120 invånare per kvadratkilometer. Närmaste större samhälle är Zadar, 10,0 km nordväst om Sukošan. I omgivningarna runt Sukošan växer i huvudsak blandskog.